# 維爾戈水道
維爾戈水道 (拉丁語：Aqua Virgo) 是給古羅馬供水的11座水道橋之一，在羅馬帝國滅亡之後被廢棄，但又在之後約1000年的文藝復興時得到重建。維爾戈水道修建於西元前19年，大部分都位於地下。1453年，當時的教皇尼各老五世修復了水道。2007年時，水道曾遭遇損傷，導致羅馬的多座噴泉在數日內沒有噴水。

## 外部連結
- Aquae Urbis Romae: the Waters of the City of Rome, Katherine W. Rinne （页面存档备份，存于）
- Aqua Virgo entry on the Lacus Curtius website （页面存档备份，存于）
- Information on Roman aqueducts （页面存档备份，存于）
- James Grout, Aqua Virgo, part of the  Encyclopædia Romana
- （意大利文） Map of Roman aqueducts （页面存档备份，存于）